# Жубан Данья
Футбольний клуб «Жубан Данья» або просто «Жубан Данья» (алб. Klubi i Futbollit Juban Danja) — професіональний албанський жіночий футбольний клуб з містечка Жубан в Шкодерському окрузі. Заснований 2005 року, найстаріший жіночий футбольний клуб Албанії. Команда виступає в жіночому чемпіонаті Албанії, а домашні матчі проводить на стадіоні «Фуша Спортіве Решит Русі».

## Історія
Фердинанд Яку створив жіночий клуб з футболу 5X5 в своєму рідному селищі Джубані та селищі Гур-і-Жи в Шкодерському районі. 6 вересня 2005 року він сформував перший офіційно зареєстрований жіночий футбольний клуб у тому ж містечку Джубан. Президентом цього клубу є Джаку, а віце-президентом — Паулін Зефі.

## Досягнення
- Жіночий кубок Албанії
  -  Володар (2): 2011/12[3], 2012/13
  -  Фіналіст (2): 2010/11, 2013/14

- Кубок Медіна Жега
  -  Володар (1): 2013[4]

- Кубок 7-8 березня
  -  Володар (1): 2013

## Відомі тренери
- Гйон Ндрека (2006–2011)
- Крешник Крепі (10 листопада 2011 – 2013)
- Паулін Зефі (2012)
- Емануела Яку (2013–2014)
- Крешник Крепі (2014–)